# 지원 (원 혜종)
지원(至元, 1335년 11월 ~ 1340년)은 원나라 혜종(惠宗) 토곤테무르 우카가투 칸의 두번째 연호이다. 5년 1개월 가량 사용하였다.

## 개원
- 원통(元統) 3년 11월 23일[1](율리우스력 1335년 12월 8일)에 연호를 지원(至元)으로 개원함.[2][3][4][5]

- 지원(至元) 7년 1월 1일[6](율리우스력 1341년 1월 18일)에 연호를 지정(至正)으로 개원함.[7][8][9][5]

## 연대 대조표
| 지원 | 서기(西紀) | 간지(干支) |
| 원년 | 1335년     | 을해(乙亥) |
| 2년  | 1336년     | 병자(丙子) |
| 3년  | 1337년     | 정축(丁丑) |
| 4년  | 1338년     | 무인(戊寅) |
| 5년  | 1339년     | 기묘(己卯) |
| 6년  | 1340년     | 경진(庚辰) |

## 동시대 연호

### 베트남
- 카이흐우(開佑) (1329년 ~ 1341년)

### 일본
다이카쿠지 계통(大覺寺統)
- 겐코(元弘) (1331년 ~ 1334년)

지묘인 계통(持明院統)
- 쇼쿄(正慶) (1332년 ~ 1333년)

겐무 신정(建武新政)
- 겐무(建武) (1334년 ~ 1338년)

남조(南朝)
- 엔겐(延元) (1336년 ~ 1340년)
- 고코쿠(興國) (1340년 ~ 1346년)

북조(北朝)
- 랴쿠오(曆應) (1338년 ~ 1342년)

## 같이 보기
- 중국의 연호